# Nova Art
Nova Art ist eine russische Progressive-Metal-Band aus Moskau, die im Jahr 2000 gegründet wurde.

## Geschichte
Die Band wurde im Jahr 2000 von Sänger Andrey Nova gegründet, nachdem das erste Lied Freedom of a Closed Space aufgenommen wurde. Das Lied erschien im Jahr 2002 auf der Kompilation CORONACH II-Tunes of Dusk von Coronach Records. Im Februar 2003 hatte die Band ihren ersten großen Auftritt auf dem InProg, einem Festival in Moskau. Im August 2004 wurden die Aufnahmen zum ersten Demo The Art of Nova beendet, sodass es kurz darauf veröffentlicht wurde.
Anfang 2005 begann man mit den Arbeiten zum Debütalbum The Art of Nova. Das Album enthielt neue Lieder sowie neu abgemischte Versionen von Liedern des gleichnamigen Demos. Das Album wurde im Apocrif Studio gemastert. Gitarrist Oleg Izotov und Schlagzeuger Dmitriy Selipanov verließen die Band. Als neuer Schlagzeuger kam Stas Kulikov zur Besetzung. Der Posten des Gitarristen und Keyboarders wechselte mehrfach. Das Album wurde am 7. Oktober 2005 bei Valiant Music Productions veröffentlicht. im selben Monat folgte eine kleine Tour, wobei die Band in Moskau, Rjasan und Odinzowo zusammen mit Bands wie Forgive-Me-Not, Ens Cogitans und Everlost spielte.
Am 1. Oktober 2006 spielte die Band auf dem ProgPower Europe in den Niederlanden, wobei die Band die erste russische Gruppe auf diesem jährlich stattfindenden Festival war. Im Jahr 2007 begannen die Arbeiten zum zweiten Album namens Follow Yourself. Die Aufnahmen fanden vom Januar bis April 2008 im KohleKeller Studio in Deutschland, im DeadSoul Temple in Österreich, in den Aufnahmestudios von Asta la Vista Records, sowie in den russischen and Nova Art Studios statt. Das Album erschien über das italienische Label My Kingdom Music am 4. Mai 2009 weltweit und über das russische Label Soyuz Music am 19. März für Russland.

## Stil
Die Band spielt anspruchsvollen Progressive Metal, wobei auch Elemente aus dem Art Rock, Heavy-, Alternative-, Power-, und Nu Metal hörbar sind.

## Diskografie
- 2004: The Art of Nova (Demo, Eigenveröffentlichung)
- 2005: The Art of Nova (Album, Valiant Music Productions)
- 2009: Follow Yourself (Album, My Kingdom Music (weltweit), Soyuz Music (Russland))
- 2011: The 3rd Step (EP, Eigenveröffentlichung)